# TPRKB
TPRKB (англ. TP53RK binding protein) – білок, який кодується однойменним геном, розташованим у людей на 2-й хромосомі. Довжина поліпептидного ланцюга білка становить 175 амінокислот, а молекулярна маса — 19 661.
| 10         |  | 20         |  | 30         |  | 40         |  | 50         |
| ---------- |  | ---------- |  | ---------- |  | ---------- |  | ---------- |
| MQLTHQLDLF |  | PECRVTLLLF |  | KDVKNAGDLR |  | RKAMEGTIDG |  | SLINPTVIVD |
| PFQILVAANK |  | AVHLYKLGKM |  | KTRTLSTEII |  | FNLSPNNNIS |  | EALKKFGISA |
| NDTSILIVYI |  | EEGEKQINQE |  | YLISQVEGHQ |  | VSLKNLPEIM |  | NITEVKKIYK |
| LSSQEESIGT |  | LLDAIICRMS |  | TKDVL      |  |            |  |            |

A: Аланін

C: Цистеїн

D: Аспарагінова кислота

E: Глутамінова кислота

F: Фенілаланін

G: Гліцин

H: Гістидин

I: Ізолейцин

K: Лізин

L: Лейцин

M: Метіонін

N: Аспарагін

P: Пролін

Q: Глутамін

R: Аргінін

S: Серин

T: Треонін

V: Валін

Задіяний у таких біологічних процесах, як процесинг тРНК, альтернативний сплайсинг. 
Локалізований у цитоплазмі, ядрі.